# Ptilope de Merrill
Ptilinopus merrilli
Espèce
Statut de conservation UICN

 NT  : Quasi menacé
Le Ptilope de Merrill (Ptilinopus merrilli) est une espèce d’oiseaux appartenant à la famille des Columbidae.
Son nom est attribué au botaniste américain Elmer Drew Merrill (1876-1956).

## Répartition et sous-espèces
Selon la classification de référence du Congrès ornithologique international (15.1, 2025) il se répartit en deux sous-espèces :
- P. m. faustinoi Gray, 1844 — nord de Luçon ;
- P. m. incognitos Tweeddale, 1877 — sud de Luçon, Polillo et Catanduanes.